# 10108 Tomlinson
532318 Tomlinson (1992 HM) là một tiểu hành tinh vành đai chính được phát hiện ngày 26 tháng 4 năm 1992 by husband và wife team Carolyn và Gene Shoemaker ở Palomar. Nó được đặt theo tên Ray Tomlinson, the inventor of inter-computer e-mail.